# Marquesado de Montemolín
El Marquesado de Montemolín es un título nobiliario español creado el 11 de septiembre de 1684 por el rey Carlos II de España, con el vizcondado previo de Calzadilla, a favor de Ambrosio Spínola y Ferrer de Plegamans, iii señor de la villa de Montemolín y de Calzadilla, caballero de la Orden de Calatrava y decano del Consejo de Hacienda. 
Su denominación hace referencia a la villa española de Montemolín,  perteneciente a la provincia de Badajoz (comunidad autónoma de Extremadura), sobre la que el banquero Ambrosio Spinola y Cataneo, abuelo del primer titular, fundó un mayorazgo en el año 1615 a favor de su segundo hijo Francisco Spinola Doria, i señor de Montemolín y caballero de la Orden de Alcántara. Le fue concedido el marquesado gracias a que su mujer, Silvia Centurión y Centurión, hija de los iv marqueses de Monesterio, llevó en dote la creación de un título nobiliario.
El ii marqués falleció sin sucesión en 1760, y el título permaneció vacante hasta que en 1929 solicitó su rehabilitación María Josefa de Mazarredo y Vivanco, y fue rehabilitado a su favor en 1930 por el rey Alfonso XIII de España, convirtiéndose en la iii marquesa de Montemolín.

## Lista de titulares
|                                         | Titular                                | Periodo                          |
| Creación por Carlos II de España        | Creación por Carlos II de España       | Creación por Carlos II de España |
| --------------------------------------- | -------------------------------------- | -------------------------------- |
| I                                       | Ambrosio Spínola y Ferrer de Plegamans | 1684-1741                        |
| II                                      | Vicente Spínola y Centurión            | 1741-1760                        |
| Rehabilitado por Alfonso XIII de España |                                        |                                  |
| III                                     | María Josefa de Mazarredo y Vivanco    | 1930-1950                        |
| IV                                      | Jaime Castellano y Mazarredo           | 1950-1979                        |
| V                                       | Rafael Castellano y Barón              | 1979-2011                        |
| VI                                      | Álvaro Castellano de la Chica          | 2011-actual titular              |

## Historia de los Marqueses de Montemolín
- Ambrosio Spínola y Ferrer de Plegamans (Madrid, 1662 - allí 31 de enero de 1741),[5] i marqués de Montemolín, hijo de Agustín de Spínola y Bañuelos, caballero de la Orden de Calatrava, consejero de Hacienda y Guerra, y veedor general del ejército de Flandes, y de Luisa María Ferrer de Plegamans y Ortiz de Angulo.[5]

1. Casó en Madrid (San Sebastián) el 17 de octubre de 1683[9] con Silvia de Centurión y Centurión (n. Génova[9] - m. Madrid, 3 de junio de 1725),[10] hija de Cristóbal Centurión y Cattaneo (m. Madrid, 10 de noviembre de 1701),[11] iv marqués de Monesterio, y de su primera mujer, Bárbara Centurión.[12] Le suceddió su hijo:

- Vicente Spínola y Centurión (n Madrid, c. 1685[13] - m. Madrid, 7 de enero de 1760),[14] ii marqués de Montemolín.

1. Casó con Catalina Mesía de la Cerda y de los Ríos (m. Madrid, 2 de enero de 1766),[15] hija de Luis Mesía de la Cerda y Mendoza, ii marqués de la Vega de Armijo y de Ana de los Ríos y Cabrera.[3] Sin sucesión.[14] Le sucedió, por rehabilitación:

Rehabilitado en 1930 por:
- María Josefa de Mazarredo y Vivanco (Vitoria, 6 de marzo de 1884 - Madrid, 4 de noviembre de 1970), iii marquesa de Montemolín, por real decreto de 16 de agosto de 1930.[7] Hija de Antonio de Mazarredo Allendesalazar,[16] (1841-1921), comandante del Estado Mayor del Ejército,[17] y de Guadalupe de Vivanco y Zorrilla de Velasco (1851-1904).[18]

1. Casó en Zaragoza el 1 de julio de 1906 con Gaspar Castellano y de la Peña (Zaragoza, 16 de febrero de 1883 - San Sebastián, 14 de agosto de 1950),[19] i conde pontificio de Castellano,[20] hijo de Gaspar Castellano Villaroya (1847-1910) y de Ascensión de la Peña (1848-1893). Cedió el marquesado de Montemolín en 1950 a su hijo:[8]

- Jaime Castellano y Mazarredo (Zaragoza, 18 de abril de 1914 - allí 22 de agosto de 1977),[8] iv marqués de Montemolín (1950), ii conde pontificio de Castellano, caballero de la Orden de San Juan de Jerusalén (1942).[20][8]

1. Casó en Madrid el 12 de junio de 1944[8] con María de la Blanca Barón y Osorio de Moscoso (Ávila, 10 de junio de 1925 - Madrid 8 de marzo de 1999),[8] xxiv condesa de Priego (GE), xxv condesa de Trastámara, xiv marquesa de Almazán, xix condesa de Monteagudo de Mendoza, xv marquesa de Montemayor, xx condesa de Santa Marta y vii condesa de Valhermoso.[8] Le sucedió en 1979 su hijo:[8]

- Rafael Castellano y Barón (n. en 1946), v marqués de Montemolín (1979),  xxv conde de Priego (GE), xxv conde de Trastámara, iii conde pontificio de Castellano, xxi conde de Santa Marta.[8]

1. Casó en Madrid (San Fermín de los Navarros) el 4 de agosto de 1973[21] con María de la Paloma de la Chica y Cobián,[22] hija de Manuel de la Chica Cassinello (m. Madrid, 21 de julio de 1972),[23] y de Loreto Cobián Herrera[24] (m. 2 de diciembre de 1981).[25] Distribuyó entre sus hijos sus títulos en 2011,[26] y le sucedió su tercer hijo:

- Álvaro Castellano de la Chica, vi marqués de Montemolín.[1]